# How Do U Want It
«How Do U Want It» — третий по счёту и дважды платиновый сингл Тупака Шакура с альбома «All Eyez on Me», записанный совместно с дуэтом K-Ci & JoJo — входивший в состав группы Jodeci.

## Дорожки
- CD и 12"

1. «How Do U Want It» — 4:47
2. «2 of Amerikaz Most Wanted» — 4:07
3. «California Love» (Long Radio Edit) — 4:45
4. «Hit ’Em Up» — 5:12

## Позиции в чартах
| Чарт                             | Позиции |
| -------------------------------- | ------- |
| Billboard Hot 100                | 1       |
| Hot R&B/Hip-Hop Singles & Tracks | 1       |
| Hot Rap Singles                  | 1       |
| RIANZ                            | 2       |
| UK Singles Chart                 | 17      |

## Интересные факты
- Композиция «How Do U Want It» и «Wonder Why They Call U Bitch» являются диссом на критика рэп-музыки Долорес Такер[1].
- Семпл взят с трека «Body Heat»[2] в исполнении Куинси Джонса.